# Państwowa Komisja Wyborcza (Czechy)
Państwowa Komisja Wyborcza (czes. Státní volební komise) – stały, od 2000 roku najwyższy organ wyborczy właściwy w sprawach przeprowadzania wyborów (do Izby Poselskiej, Senatu, Prezydenta, do organów samorządu terytorialnego i Parlamentu Europejskiego) oraz referendów (ogólnokrajowych i lokalnych) w Czechach. 
- Zgodnie z obowiązująca ustawą nr 130/2000 Przewodniczącym Państwowej Komisji Wyborczej jest Minister Spraw Wewnętrznych.
- Siedziba Státní volební komise znajduje się w gmachu Ministerstwa Spraw Wewnętrznych Republiki Czeskiej przy ul. Náměstí hrdinů 1634/4 w Pradze.